# Agriculture dans le Tarn

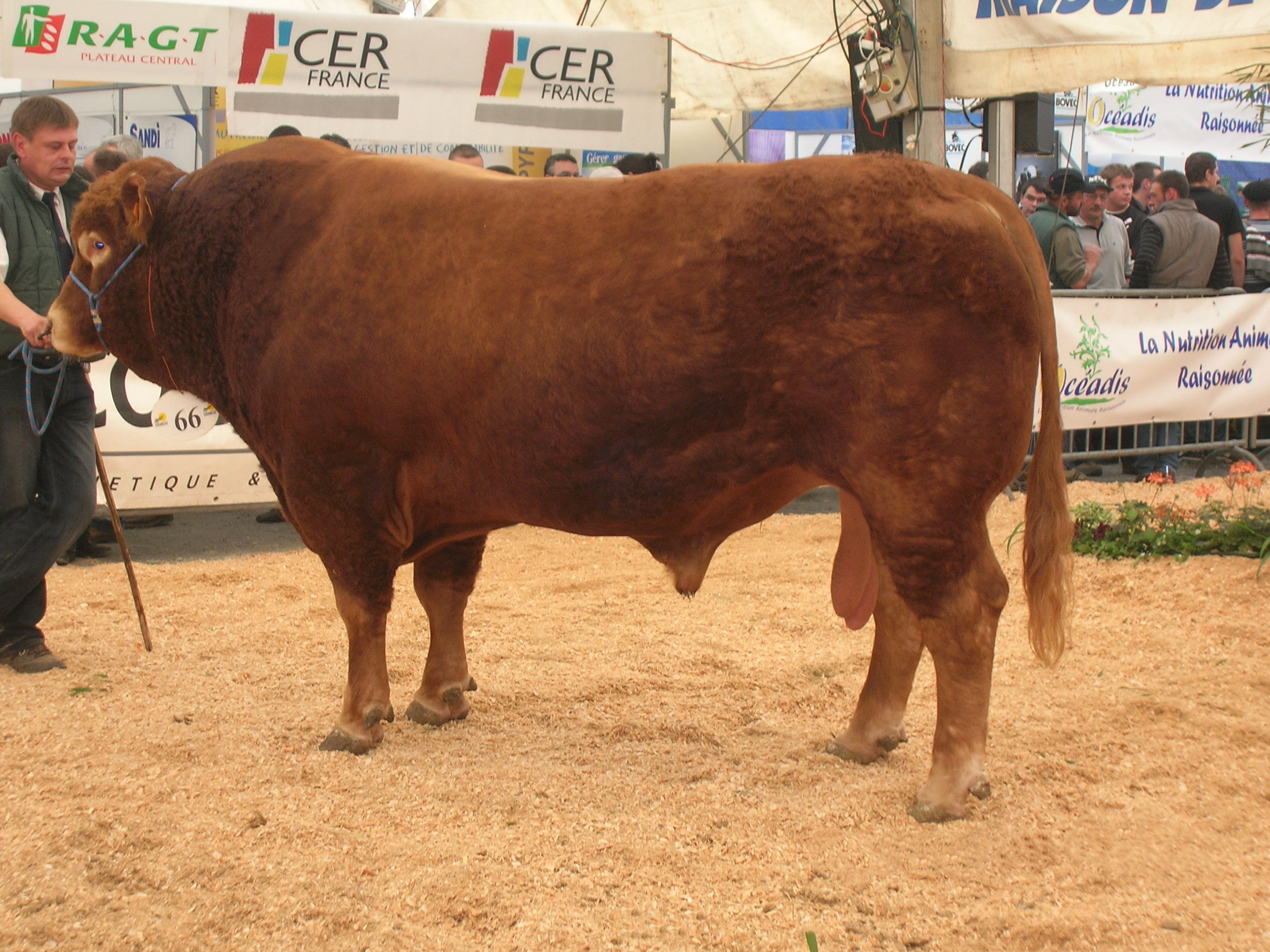
Taureau limousin au concours agricole de Réalmont 2009

Le Tarn est un département agricole partagé entre les grandes cultures dans les plaines de l'ouest et l'élevage sur les reliefs de l'est et du sud.

## Terroirs géologiques et bassins de production
De manière assez simpliste, mais reflétant une certaine réalité, la partie ouest du département est vouée aux grandes cultures sur un sol argilo-calcaire et la partie orientale est dévolue à l'élevage sur un substrat acide. Dans le détail plusieurs terroirs se distinguent. 

### Le Ségala
Le Ségala est une zone de schistes de moyenne altitude. Le paysage est vallonné et profondément creusé par les cours d'eau. Autrefois, c'était une région pauvre où ne poussait que le seigle, céréale qui a donné son nom à la région. Avec la généralisation du chaulage, à partir du XIXe siècle, la gamme des céréales s'est élargie. L'élevage de bovins viande s'est généralisé, les céréales produites servant à l'engraissement.

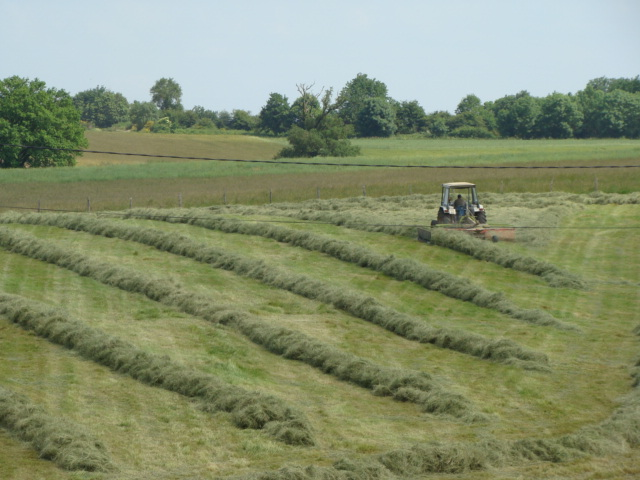
Fenaison
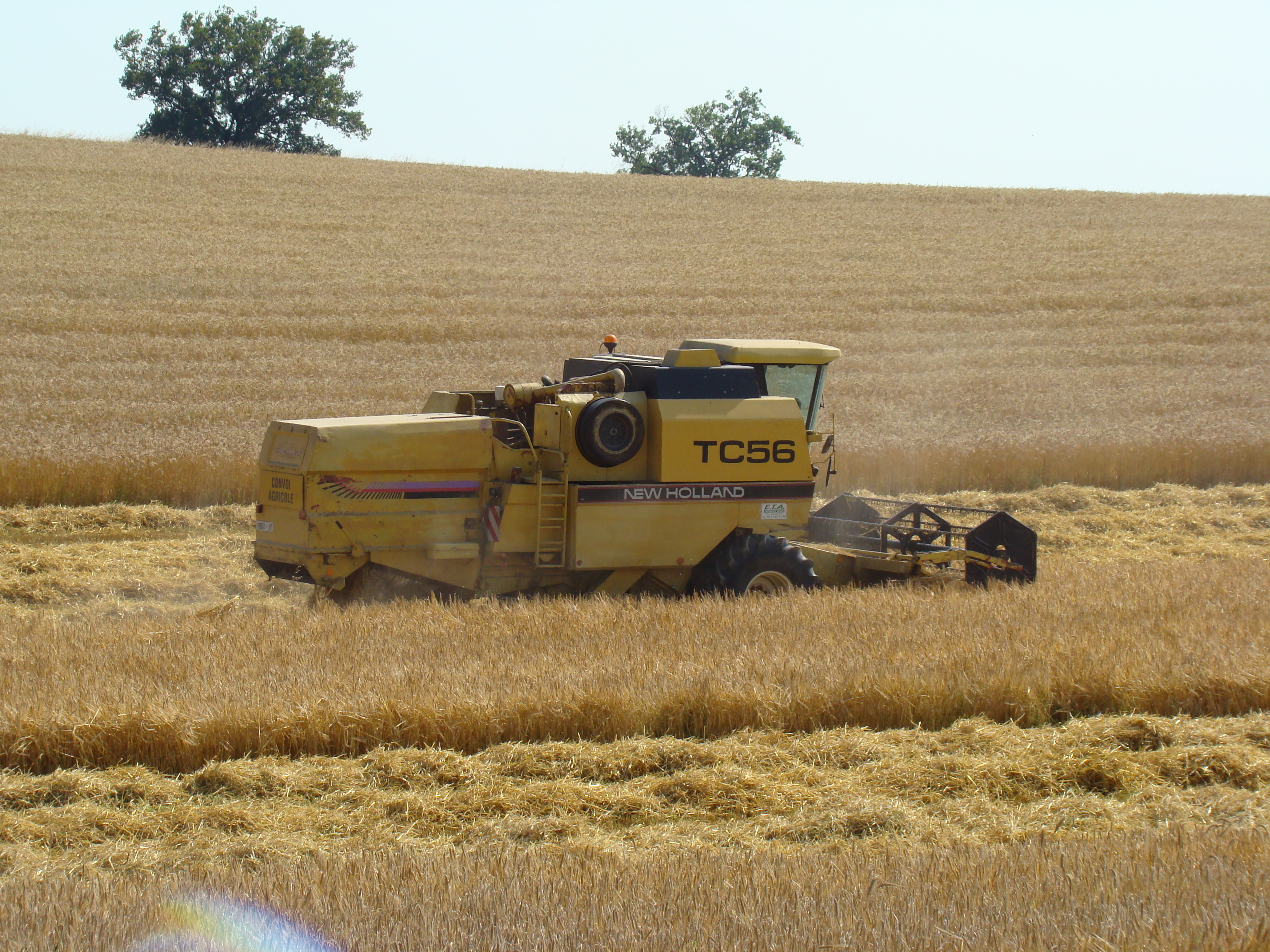
Moisson
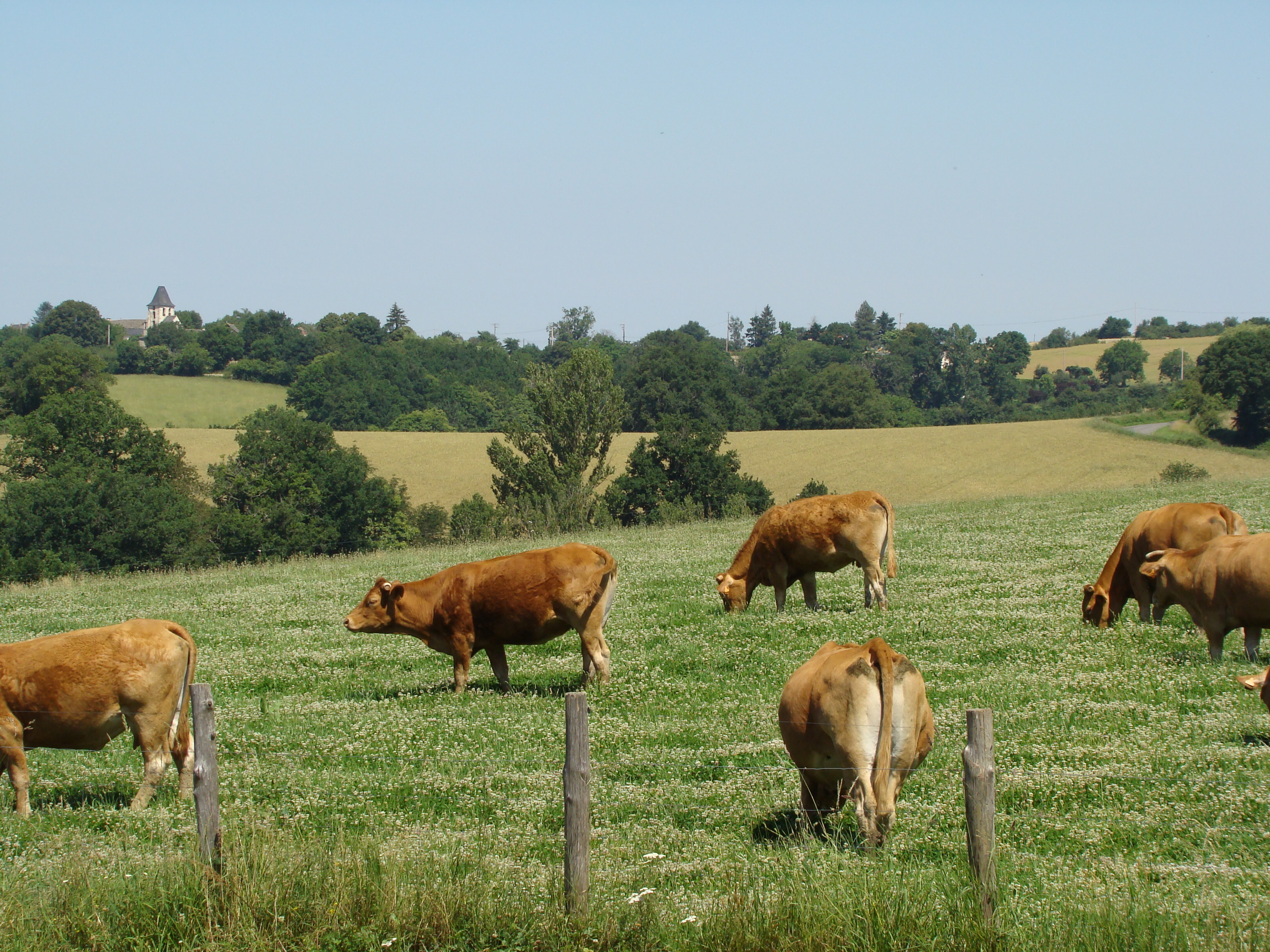
Limousines au pâturage

### Les Monts de Lacaune
Le sous-sol est le même que pour le Ségala, mais l'altitude est plus importante, le Puech de Mont-Grand culminant à 1 267 m. La zone entre 400 et 800 m est dévolue à l'élevage de bovins viande dans un paysage bocager qui perdure encore par endroits en dépit des agrandissements du parcellaire. Les zones trop difficiles à travailler à cause des cailloux ou du relief ont souvent été boisées en résineux au cours des années 50-80. La partie la plus haute est dominée par les grands espaces ouverts, pâturés par les brebis laitières dont le lait sert à produire du fromage de roquefort.

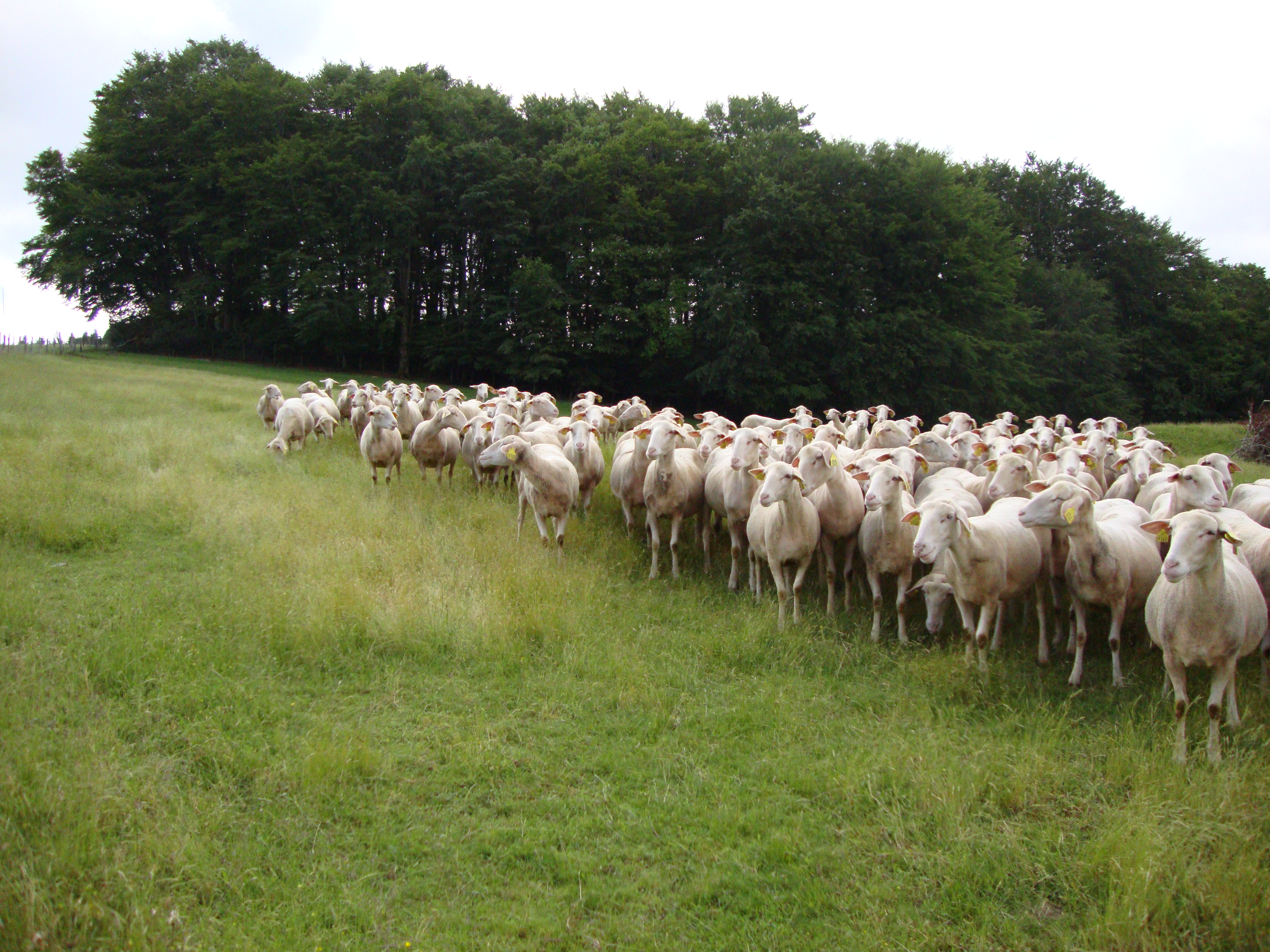
Troupeau de brebis lacaune
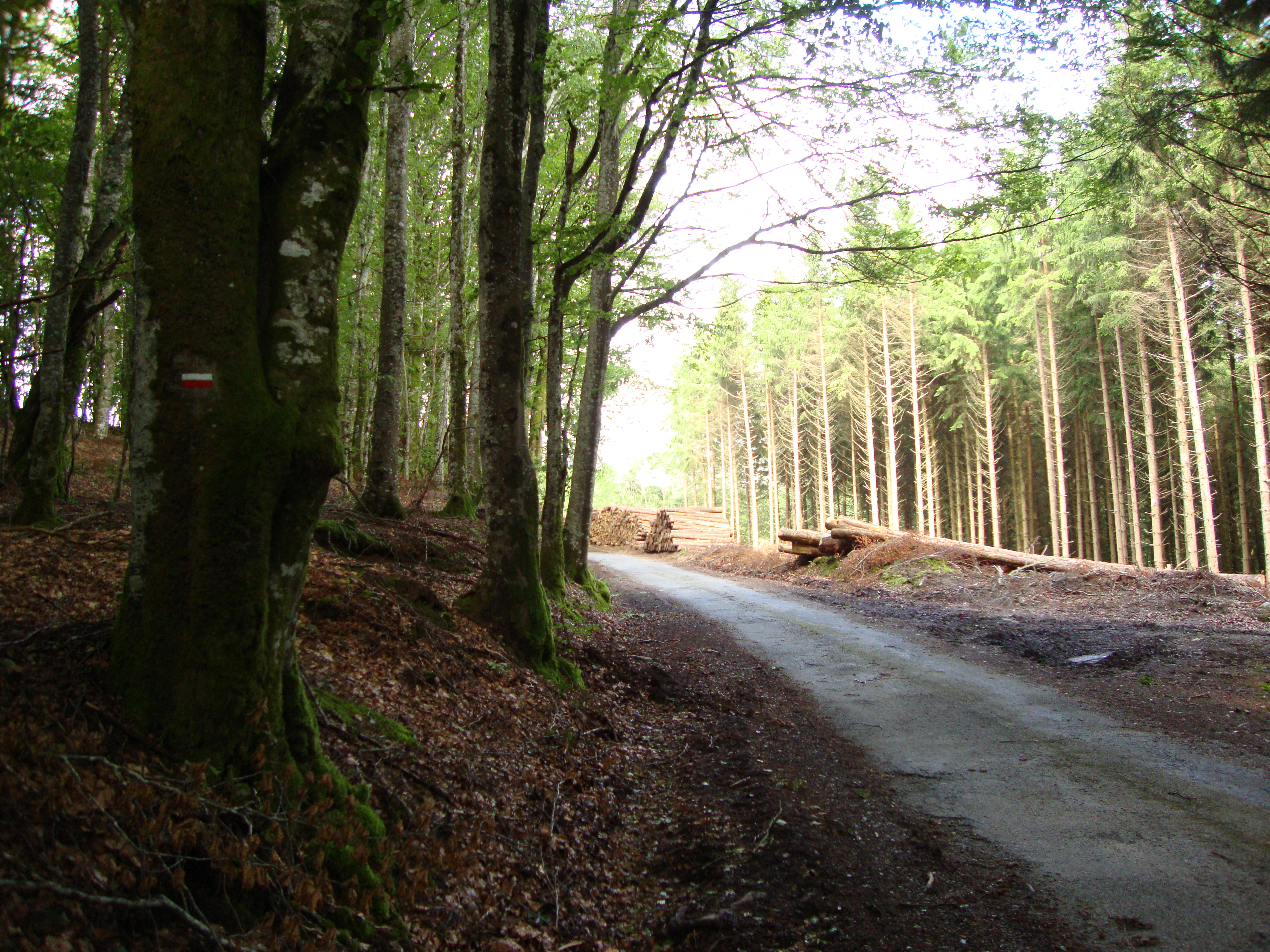
Forêt de Salabert à Anglès

### Les causses
Au nord-ouest, une petite partie du département appartient aux causses du Quercy. Le sous-sol calcaire est pauvre et ne garde pas l'eau. Il est couvert d'une végétation naturelle basse de la série du chêne pubescent et de prairies pauvres pâturées par des brebis bouchères, produisant des agneaux en système extensif. Les vallées profondes sont recouvertes d'alluvions fertiles, donnant des petites parcelles favorables au maraichage et arboriculture à faible échelle.

### Les coteaux molassiques
La molasse du sous-sol donne une terre à céréales riche. Le paysage est constitué de collines qui se succèdent de manière monotone. Les cultures d'hiver (blé, triticale, colza) alternent avec celles de printemps (maïs, tournesol, soja). Des retenues collinaires permettent d'irriguer une partie du parcellaire.

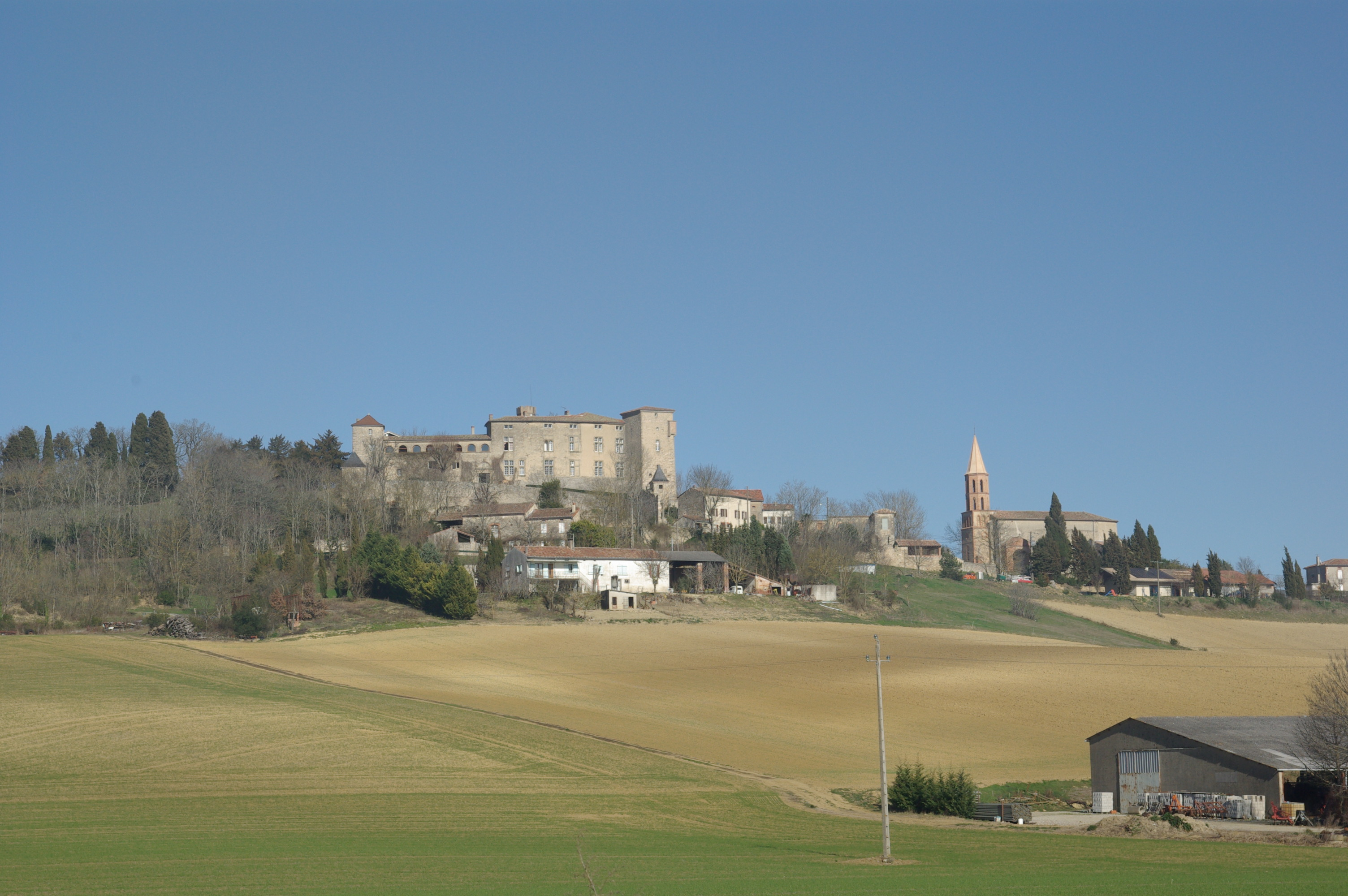
Semis au printemps au pied du château de Montgey
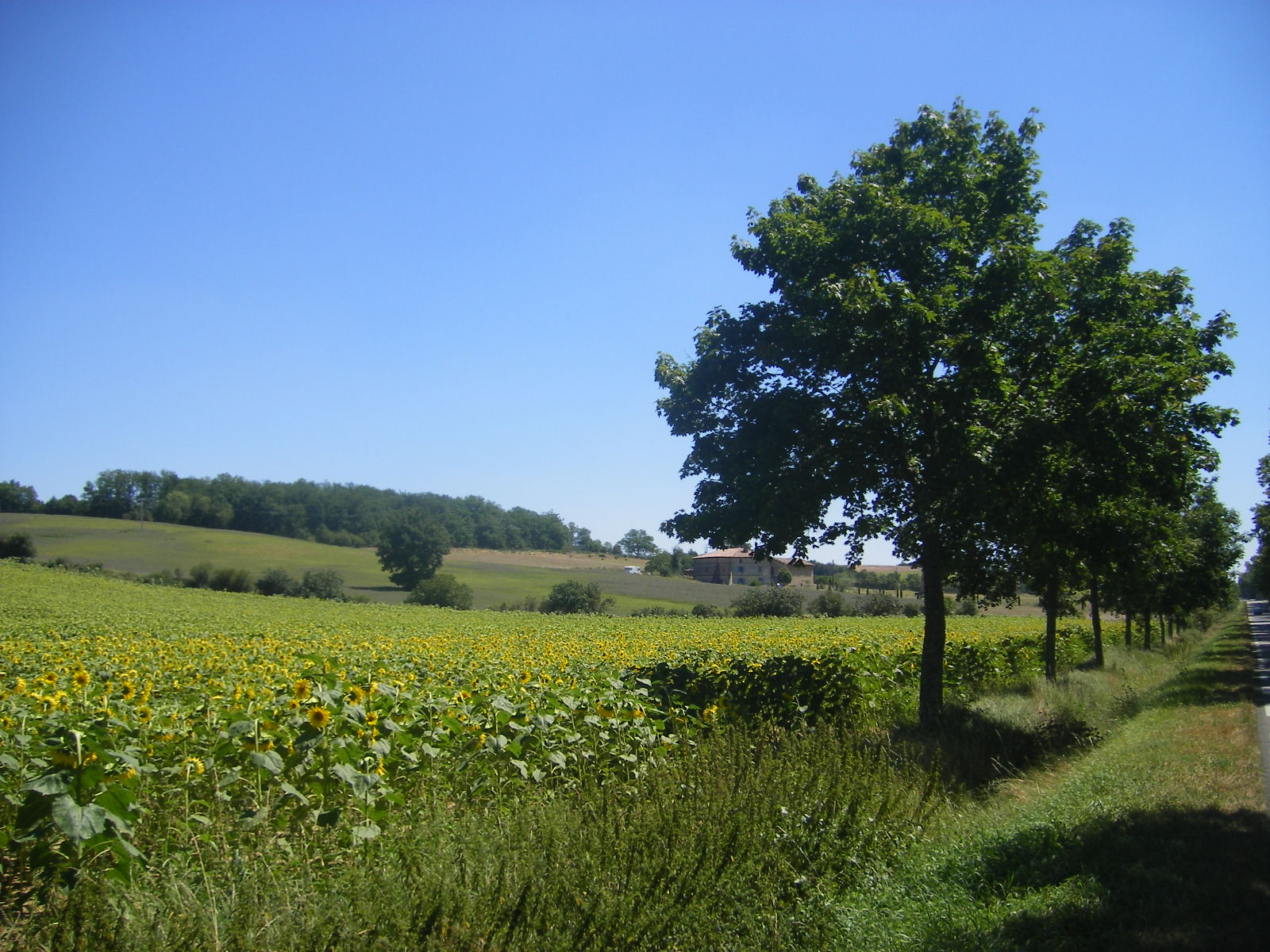
Tournesol en fleur à Salvagnac

### Le Gaillacois
La partie de la vallée du Tarn qui voisine avec la ville de Gaillac regroupe trois terroirs propices à la viticulture. Même si le vignoble est passé de 30 000 ha à moins de 5 000 ha, la production des vins AOC gaillac et IGP côtes-du-Tarn constituent un chiffre d'affaires important. Les trois terroirs sont les terrasses argilo-graveleuses de la rive gauche de la vallée du Tarn, les coteaux argilo-calcaires de la rive droite donnant une AOC plus restrictive, le gaillac-premières-côtes, et le plateau cordais au sous-sol plus calcaire et moins profond.

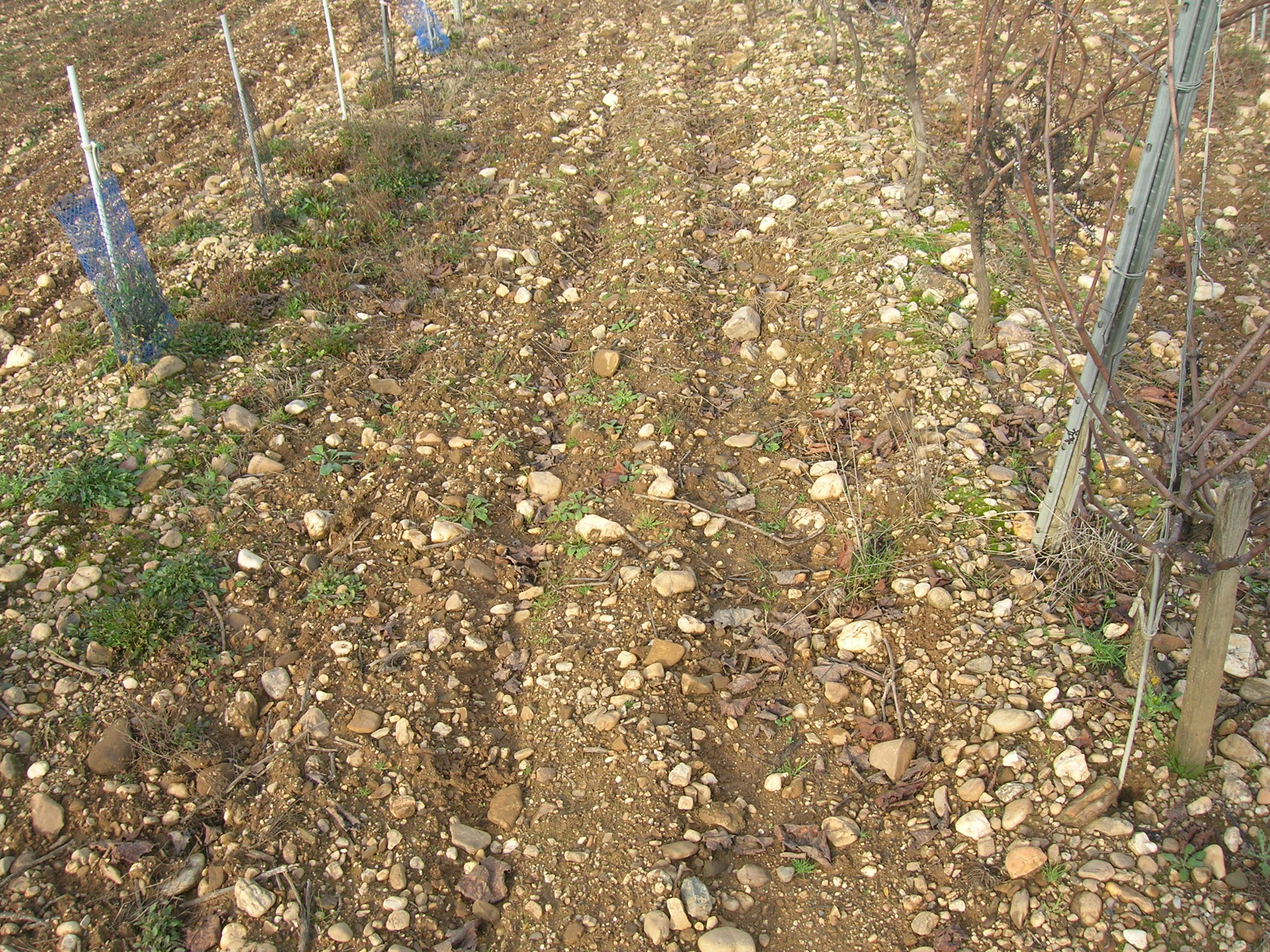
Terroir caillouteux de la rive gauche.
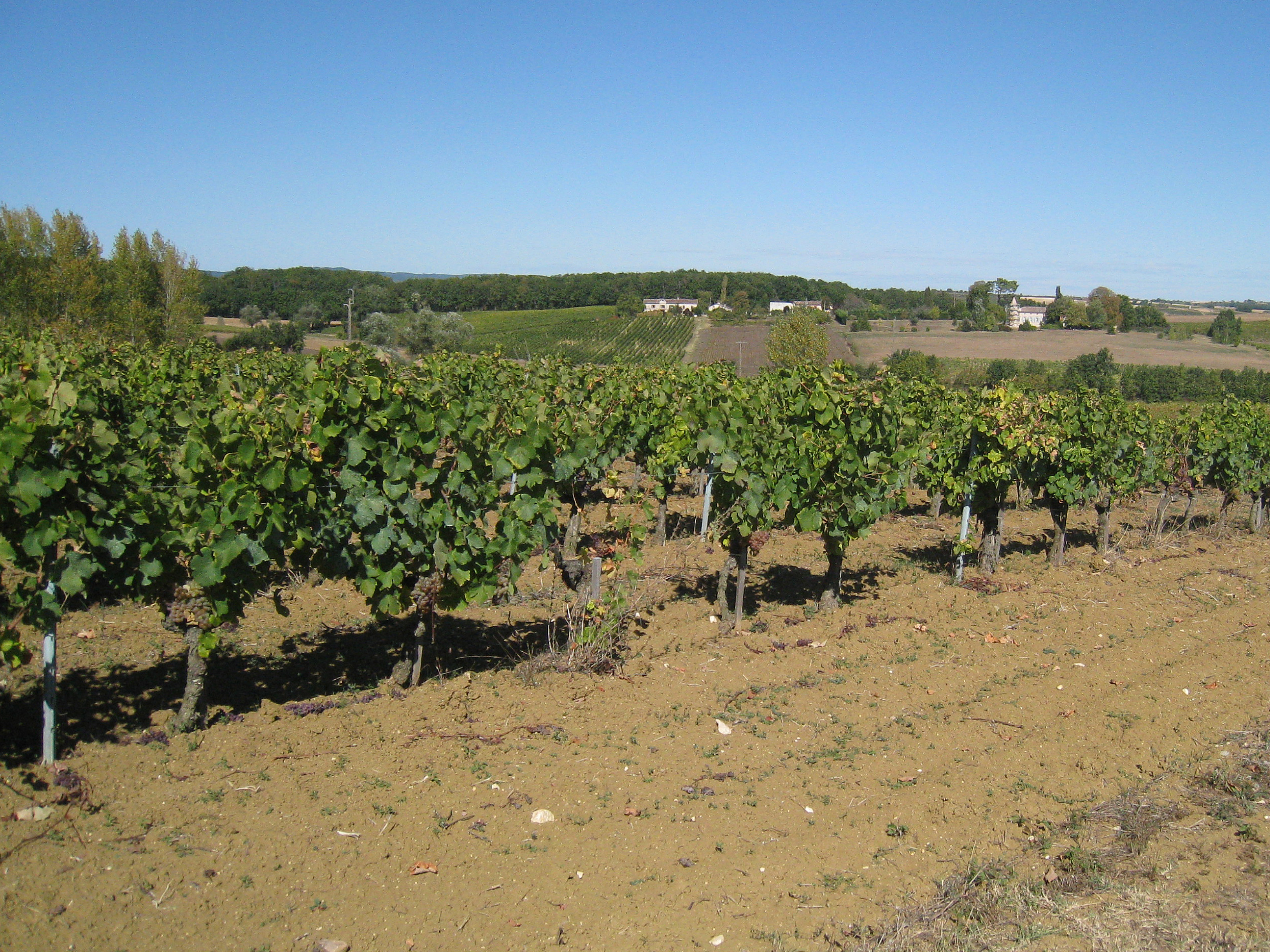
Terroir argilo-calcaire des coteaux de la rive droite.
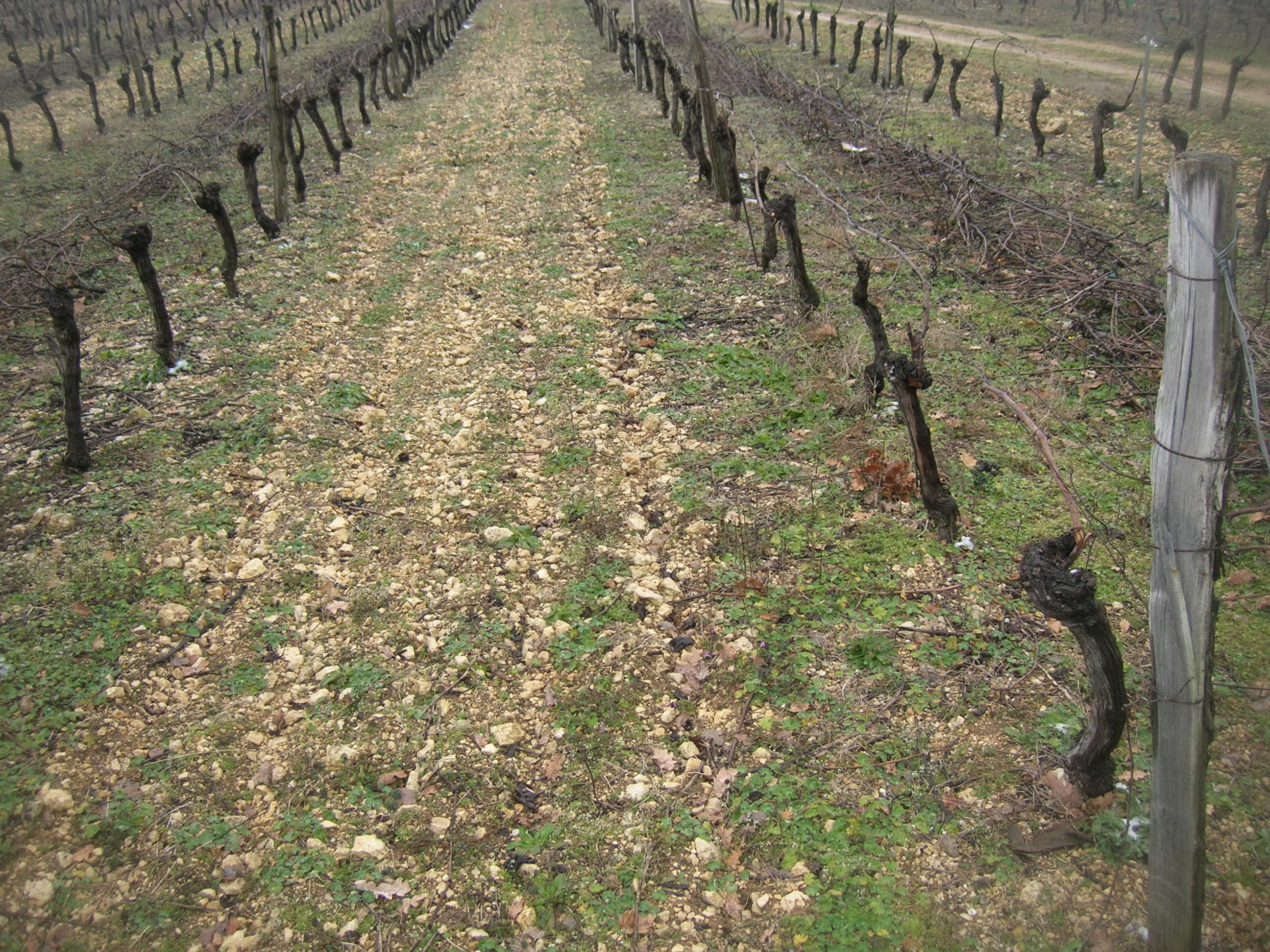
Terroir calcaire du plateau cordais.

## Production

### Grandes cultures
Il s'agit de céréales, oléagineux et protéagineux.

### Élevage
Les trois composantes principales sont l'élevage bovin, l'élevage ovin et l'élevage de volailles.

### Vigne
Le vignoble tarnais est centré autour de l'appellation gaillac, bien que le vignoble des côtes-du-tarn soit plus étendu.

### Forêt
La forêt représentait 172 000 ha en 1991, soit 28,4 % de la surface totale départementale.
| Massif forestier                    | Surface en ha | Pourcentage de la surface en forêt | Feuillus | Résineux |
| Montagne Noire.                     | 23 900        | 78,5                               | 51 %     | 49 %     |
| Monts de Lacaune                    | 54 500        | 54 %                               | 57 %     | 43 %     |
| Ségala-Grésigne                     | 33 000        | 32 %                               | 88 %     | 12 %     |
| Lauragais                           | 3 800         | 7,5 %                              | 95 %     | 5 %      |
| Coteaux molassiques                 | 4 100         | 17 %                               | 99,7 %   | 0,3 %    |
| Causses du Quercy et de l'Albigeois | 11 200        | 29 %                               | 95 %     | 5 %      |
| Albigeois, Castrais et Gaillacois   | 25 000        | 13 %                               | 89 %     | 11 %     |

## Produits d'origine

### Races et variétés locales

#### Ovins

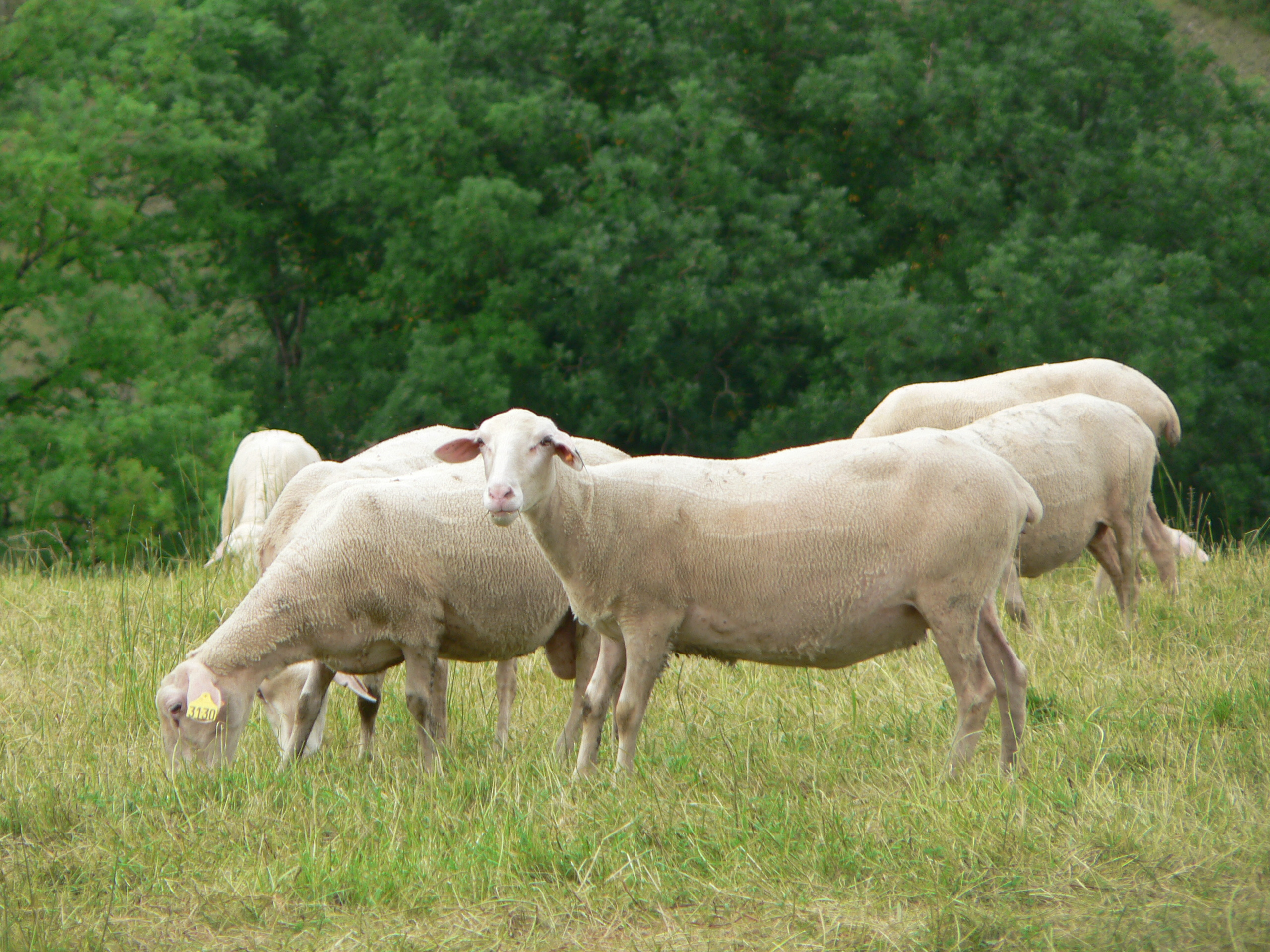
Brebis lacaunes

La brebis Lacaune dont le nom rappelle son origine majoritairement tarnaise, résulte de la fusion de plusieurs populations ovines laitières. Elles fournissaient toutes leur lait destiné à l'élaboration du roquefort. Depuis les années 1970, les qualités de la race ont permis à la sélection de scinder la race en lacaune lait et lacaune viande.
La race de la montagne noire est une race bouchère fortement apparentée à la lacaune. Issue du massif tarno-audois de la Montagne Noire, elle a longtemps été vendue dans l'Ariège où ses béliers améliorent la conformation de carcasse des agneaux des races pyrénéennes. Elle n'est aujourd'hui élevée que dans l'Ariège.

#### Bovins
Autrefois, deux races cousines ont été créées à partir du métissage d'aubrac et de brune suisse. Elles ont été élevées dans la Montagne Noire pour la race éponyme et dans les Monts de Lacaune pour la race d'Anglès. Elles ont été absorbées dans la première moitié du XXe siècle par la Gasconne des Pyrénées bouchère et la brune laitière.
Depuis la modernisation des années 1960, l'essentiel du cheptel est représenté par les limousine et blonde d'Aquitaine en race bouchère, et la prim'holstein en race laitière.

#### Cépages viticoles
Le vignoble gaillacois a développé des variétés spécifiques.
Le duras N, cépage rouge connu depuis un acte notarié du Moyen-Âge, n'est cultivé que dans le Tarn. (autrefois, il le fut aussi en Ariège sous le nom de Durazé) Il donne un vin rouge fruité, charnu, parfois structuré, ou un vin rosé aromatique.
Le prunelard N, cépage rouge, est une relique pré-phyloxérique du vignoble ancien. Replanté depuis les années 90, il est utilisé en cépage pur, donnant un vin très sombre et charpenté.
Le len de l'el B, cépage blanc, n'existe que dans le Tarn. Il participe aux assemblages en vin blanc sec et doux. 
Le verdanel B, cépage quasi disparu a été retrouvé par un vigneron gaillacois dans la collection du domaine de Vassal. En 2010, la surface cultivée est très faible.

## Sources